# Tetilla gladius
Tetilla gladius är en svampdjursart som först beskrevs av Lendenfeld 1907.  Tetilla gladius ingår i släktet Tetilla och familjen Tetillidae.
Artens utbredningsområde är Indiska oceanen. Inga underarter finns listade i Catalogue of Life.